# 236 (numero)
Duecentotrentasei (236) è il numero naturale dopo il 235 e prima del 237.

## Proprietà matematiche
- È un numero pari.
- È un numero composto con sei divisori: 1, 2, 4, 59, 118 e 236. Poiché la somma dei suoi divisori (escluso il numero stesso) è 184 < 236, è un numero difettivo.
- È un numero nontotiente.
- È un numero felice.
- È un numero di Ulam.
- È un numero odioso.
- È la somma di dodici numeri primi consecutivi: 236=3+5+7+11+13+17+19+23+29+31+37+41.
- Può essere espresso come differenza di due quadrati: 236=60²-58².
- È parte delle terne pitagoriche (177, 236, 295), (236, 3477, 3485), (236, 6960, 6964), (236, 13923, 13925).
- È un numero palindromo nel sistema di numerazione posizionale a base 9 (282).

## Astronomia
- 236P/LINEAR è una cometa periodica del sistema solare.
- 236 Honoria è un asteroide della fascia principale del sistema solare.

## Astronautica
- Cosmos 236 è un satellite artificiale russo.

## Altri ambiti
- L'additivo alimentare E236 è il conservante acido formico.
- +236 è il prefisso telefonico internazionale della Repubblica Centrafricana.
- È la massa, espressa in UMA, del radionuclide sintetico uranio 236.